# Prima crociata svedese
La Prima Crociata Svedese fu un'ipotetica spedizione militare portata avanti nel 1150 circa nella Finlandia sud-occidentale dal re svedese Eric IX e dal vescovo inglese Enrico di Uppsala.
Le prime fonti scritte della crociata risalgono alla fine del XIII secolo. Le fonti principali della crociata, la leggenda di Santo Eric e Sant'Enrico, affermano che la motivazione principale della crociata furono le numerose incursioni pagane condotte dai finnici contro la Svezia.
La crociata è stata tradizionalmente vista come il primo tentativo della Chiesa cattolica e della Svezia di convertire i finlandesi pagani al cristianesimo. Tuttavia, la cristianizzazione della parte sud-occidentale della Finlandia era già notoriamente iniziata nel X secolo, e verso il XII secolo, la regione era probabilmente quasi interamente cristiana. Secondo la leggenda, dopo la crociata il vescovo Enrico fu ucciso da un contadino finlandese, Lalli, nei pressi del lago Köyliönjärvi. Successivamente divenne una figura centrale della Chiesa cattolica in Finlandia.

## Veridicità della crociata
Gli studiosi in realtà dibattono se questa crociata abbia effettivamente avuto luogo. Nessun dato archeologico fornisce alcun supporto per questa ipotesi e le prime fonti scritte risalgono a periodi successivi. Nessuna fonte scritta superstite descrive l'influenza svedese in Finlandia prima della fine del XIII secolo. Inoltre, la diocesi e il vescovo della Finlandia non sono elencati tra i loro omologhi svedesi prima del 1250. Inoltre, è noto che la cristianizzazione della parte sud-occidentale della Finlandia fosse già iniziata nel X secolo, e nel XII secolo l'area era probabilmente quasi interamente cristiana.
Il vescovo svedese storicamente coinvolto nelle campagne orientali normally fu il vescovo di Linköping, non quello di Uppsala.
La metà del XII secolo fu un periodo molto turbolento nel mar Baltico del nord. Molte tribù finniche, come i Tavastiani o i Careliani, come gli stessi svedesi, entrarono in conflitto molto frequentemente con Novgorod e fra se stessi. La Prima Cronaca di Novgorod racconta che nel 1142 un "principe" e un vescovo svedesi accompagnati da una flotta di 60 navi saccheggiarono tre vascelli mercantili di Novgorod . da qualche parte "dall'altra parte del mare", ovviamente alla ricerca di qualcosa di più importante.